# Rogério Silva
Rogério Miguel Reis da Silva (sinh ngày 5 tháng 4 năm 1997) là một cầu thủ bóng đá người Bồ Đào Nha thi đấu cho Trofense ở vị trí tiền đạo.

## Sự nghiệp bóng đá
Vào ngày 15 tháng 11 năm 2014, Silva có màn ra mắt cho Trofense trong trận đấu tại Giải bóng đá hạng nhất quốc gia Bồ Đào Nha 2014–15 trước Vitória Guimarães B.